# Teoctisto (mestre dos soldados da África)
Teoctisto (em latim: Theoctistus; m. 570) foi um oficial bizantino do século VI, ativo durante o reinado do imperador Justiniano (r. 527–565). 

## Vida
Em 540, quando era duque em Damasco ou Palmira, na Fenícia Libanense, Teoctisto conduziu com Molatzes seis mil homens para Antioquia para defendê-la de um ataque sassânida. Eles abandonaram as defesas e fugiram quando foram informados que a muralha foi obstruída, permitindo que os persas capturassem Antioquia. Em 541, Teoctisto e Recitango estavam no comando das tropas na Fenícia Libanense. Estavam com Belisário em Dara quando decidiram realizar uma invasão na Pérsia, mas temiam a desaprovação imperial caso deixassem a Fenícia e Síria indefesas para eventuais ataques árabes. Belisário, contudo, ordenou-os que participassem na expedição sob alegação que os árabes não atacariam, pois, como era solstício de verão, eles estavam ligados à trégua sagrada. Dois meses depois, eles estavam ansiosos para retornar, pois o período de trégua havia acabado e o Líbano e Síria estavam sob ameaça de Alamúndaro III.
Em 543, Teoctisto e Ildígero acompanharam o mestre dos soldados do Oriente Martinho para Citarizo em preparação para uma invasão à Pérsia. Presumivelmente participou na invasão e subsequente fuga dos bizantinos de Anglo. É possível que esse Teoctisto pode ser identificado com o homem ilustre homônimo que contou ao papa Pelágio I em Roma que o patriarca de Constantinopla Eutíquio gostaria de algumas das relíquias de Roma. Ao retornar, levou consigo várias delas e uma carta de Pelágio para Eutíquio datada entre dezembro de 558 e 2 de fevereiro de 559. Teoctisto é mencionado pela última vez em 570, quando foi mestre dos soldados da África e foi derrotado e morto pelos mouros.